# Ейдлін Лев Залманович
Ле́в Залманович Е́́йдлін (* 5 січня 1910, Чернігів — † 28 жовтня 1985, Москва) — китаїст та перекладач китайської літератури радянських часів, 1968 — доктор філологічних наук, 1969 — професор, 1970 — заслужений діяч науки РСФСР.

## Життєпис
1937 року закінчив Московський інститут сходознавства, вчився у академіка В. М. Алекєєва; з 1937 по 1941 рік там же й викладав.
З 1956 року працює в Інституті китаєзнавства, 1961 переходить на працю в Інститут сходознавства АН СРСР.
1968 року захистив докторську дисертацію «Тао Юань-мін та його вірші».
Відомий своїми перекладами китайських віршів жанрів «ши» і «ци», зокрема, авторів Тао Юаньмін, Лі Бо, Гао Ши, Цень Цань, Ду Фу, Бо Цзюй-і, Лю Юйсі, інших.
Його переводи є точними до оригіналу, внаслідок цього часто позбавлені рими й навіть стандартного порядку слів в перекладеному рядку.
Вийшли друком його книги:
- 1946 — «Паралелізм в поезії Бо Цзюй-і»,
- 1955 — «Про китайську літературу наших днів»,
- 1962 — «Китайська література» — разом з В. Ф. Сорокіним,
- 1967 — «Тао Юань-мін та його вірші»,
- 1970 — «Ідеї та факти (декілька питань з приводу китайського Відродження)»,
- 1973 — «До питання розвитку китайської класичної літератури 3- 13 століття»,
- 1975 — «Китайська класична поезія», перевидання 1984,
- 1986 — «Поети Китаю та В'єтнаму»,
- 1987 — «Поезія епохи Тан 7 — 10 сторіч»,
- статті по історії китайської літератури та театру, теорії поетичного перекладу, загалом написав до 200 праць.

Був відповідальним редактором збірників та монографій:
- 1958 — «Китайська класична проза»,
- 1966 — «Китайська народна картина»,
- 1970 — «Пу Сун-лін. Лисячі чари. Оповідки Ляо Чжая про чудеса», 1973 перевидано,
- 1977 — «Теоретичні питання вивчення літератур Далекого Сходу»,
- 1978 — «Алексєєв В. М. Китайська література. Вибрані праці»,
- 1979 — «Література країн Далекого Сходу»,
- 1982 — «Алексєєв В. М. Наука про Схід. Статті та документи».